# Pyšná
Pyšná (německy Stolzenhan) je vesnice, část obce Vysoká Pec v okrese Chomutov. Nachází se 3 km na severozápad od Vysoké Pece.
Pyšná je také název katastrálního území o rozloze 3,08 km².

## Název
Původní název vesnice vznikl spojením středněhornoněmeckého slova stolz (nádherný) a hain (háj). V historických pramenech se jméno vesnice vyskytuje ve tvarech: zu Stolezenhain (1383), Sstolezenhan (1542 a 1549), Sstolezhan (1555), Stoltzen Hahn nebo Stoltz Hahn(1651), Sstolczenheimb (1654), Stolzenhan (1787) a Stolzenhahn nebo Stolzenhain (1846).

## Historie
První písemná zmínka o Pyšné pochází z roku 1382 a nachází se ve smlouvě, podle níž Ota III. z Bergova prodal hrad Nový Žeberk Těmovi z Koldic. Mezi dalším majetkem k hradnímu panství patřila ves Pyšná, ve které stála celnice a vybíralo se clo. Koldicové panství roku 1395 zastavili Albrechtovi z Leisneka a později pánům ze Šumburka. Okolo roku 1454 je koupil Albert Konipas a od té doby Pyšná patřila k červenohrádeckému panství.
V roce 1516 byla Pyšná zmíněna v závěti Lorence Glace ze Starého Dvora, který ji s většinou červenohrádeckého majetku odkázal své dceři Anně. U Červeného hrádku vesnice zůstala po většinu doby až do zrušení patrimoniální správy. Pouze zápis z roku 1582 naznačuje její krátkou příslušnost k Ervěnicím. Podle soupisu majetku zkonfiskovaného Jiřímu Popelovi z Lobkovic v Pyšné roku 1594 žilo 22 poddanských rodin a vesnický krčmář musel odebírat výhradně jirkovské pivo.
Během urbanistického vývoje ve vsi v různých obdobích pravděpodobně vznikly dvě návsi. Horní náves, položená blíže k Novému Žeberku, byla nejspíše starší a ve struktuře novodobé vesnice zanikla. Zástavba vsi se postupně rozrůstala směrem k jihu, kde u vjezdu silnice z Drmal vznikla mladší jižní náves, v jejímž středu býval rybník a odkud vedlo několik cest do okolních lesů a polí. Na vesnici na západě navazovala krátká záhumenicová plužina, zatímco na východě ležela několik desítek metrů široká plužina bloková. Na ni navazoval les.
Po třicetileté válce ve vsi podle berní ruly z roku 1654 stálo šestnáct selských a pět chalupnické usedlosti. Z toho čtyři selské a všechny chalupnické byly označeny jako pusté. Další soupis z roku 1757 v Pyšné zmiňuje 22 poddaných, z nichž dva pracovali jako tesař a mlynář, který provozoval vodní mlýn s jedním kolem na nestálé vodě. V roce 1834 ve vsi žilo 195 obyvatel ve 34 domech. Většina jich pracovala v zemědělství a v lese. Dřevo se prodávalo jako palivo, surovina na výrobu papíru a kvalitní bukové dřevo odebírali koláři. V zemědělství měl významnou roli chov dobytka. Přes zimu si lidé přivydělávali výrobou hraček a drobných dřevěných nástrojů. Soustružnická dílna fungovala u Lučního (Nivského) mlýna jihozápadně od vesnice.

### Hornictví
V roce 1835 se nedaleko vesnice v Karolinině údolí v dole Jeroným pokusně těžila stříbrná ruda. Štola v té době měřila asi 190 metrů a přetínala osm rudných žil. Jednu z nich o mocnosti osmdesát až sto centimetrů sledovala čtyřicet metrů dlouhá chodba. Kromě malého množství stříbra žíla obsahovala arsenové rudy a křemen. Výsledky nebyly uspokojivé, a proto byl důl nejspíše brzy uzavřen, aniž by byla zahájena skutečná těžba. Větší úspěch měla těžba železných rud. Železný hamr pánů ze Šumburka zde podle pověstí fungoval už ve 14. století. Ruda se zde těžila řadou šachet a štol na skarnových a žilných ložiscích. Poslední zaznamenaný pokus o znovuotevření starší štoly Požehnání boží proběhl roku 1856. Ve stejné době však byl omezován provoz v blízkých železárnách ve Vysoké Peci, takže důl otevřen nebyl. Roku 1940 se v Karolinině údolí se o obnovení těžby pokusila kadaňská firma Kräupl a Hartman, která vyzmáhala dvě starší štoly. Vzorek získané rubaniny údajně obsahoval 51,5 gramu stříbra, šest gramů zlata a menší množství mědi, olova a železa v jedné tuně. Okupační úřady se objevem intenzivně zabývaly, ale průzkum po čase skončil s výsledkem, že se ložisko nevyplatí dobývat.

## Přírodní poměry
Pyšná stojí ve stejnojmenném katastrálním území s rozlohou 3,08 km² v Ústeckém kraji, asi tři kilometry severozápadně od Vysoké Pece a pět kilometrů severně od Jirkova. Vesnice stojí v závěru krátkého údolí, jímž protéká drobný levostranný přítok potoka Lužec. Ten tvoří západní hranici katastrálního území. Na východě území vymezuje údolí Kundratického potoka.
Základem geologického podloží je krušnohorsko-smrčinské krystalinikum. Z hornin převažují ortoruly spodního paleozoika, ale podél jižní hranice se vyskytují také přibližně stejně staré pararuly. V geomorfologickém členění Česka oblast leží v celku Krušné hory a podcelku Loučenská hornatina. Jižně od vesnice vede přibližně ve směru východ–západ hranice mezi okrsky Bolebořská vrchovina a Rudolická hornatina. Východně od vesnice se nachází vrch Macecha (695 metrů), jihovýchodně vrch Dubina (655 metrů) a na severovýchodě Zámecký vrch (682 metrů). Z půdních typů převažují různé druhy kambizemí, ale severně od vesnice se ve vyšších nadmořských výškách vyskytují rozsáhlé polohy kryptopodzolu modálního.
Krajinou u Pyšné vede také hranice dvou klimatických oblastí. Vrch Dubina a především jižní a východní úbočí Macechy v Quittově klasifikaci podnebí patří do mírně teplé oblasti MT4, Zámecký vrch s vesnicí a krajinou severozápadně od ní už leží v chladné oblasti CH7. Pro oblast MT4 jsou typické průměrné teploty −2 až −3 °C v lednu a 16–17 °C v červenci. Roční úhrn srážek dosahuje 500–750 milimetrů, sníh zde leží 60–80 dní v roce. Mrazových dnů bývá 110–130, zatímco letních dnů jen 20–30. V oblasti CH7 bývají průměrné teploty −3 až −4 °C v lednu a 15–16 °C v červenci. Roční úhrn srážek dosahuje 850–1000 milimetrů, sníh zde leží 100–120 dní v roce. Mrazových dnů bývá 140–160, zatímco letních dnů 10–30.

## Obyvatelstvo
Při sčítání lidu v roce 1921 zde žilo 161 obyvatel (z toho 82 mužů) německé národnosti a římskokatolického vyznání. Podle sčítání lidu z roku 1930 měla vesnice 177 obyvatel německé národnosti. Kromě šesti lidí bez vyznání se hlásili k římskokatolické církvi.
|           | 1869 | 1880 | 1890 | 1900 | 1910 | 1921 | 1930 | 1950 | 1961 | 1970 | 1980 | 1991 | 2001 | 2011 | 2021 |
| --------- | ---- | ---- | ---- | ---- | ---- | ---- | ---- | ---- | ---- | ---- | ---- | ---- | ---- | ---- | ---- |
| Obyvatelé | 224  | 189  | 188  | 162  | 152  | 161  | 177  | 43   | 14   | 7    | 8    | 8    | 28   | 50   | 73   |
| Domy      | 34   | 35   | 34   | 35   | 37   | 36   | 37   | 38   | 6    | 6    | 4    | 11   | 16   | 20   | 26   |

## Obecní správa a politika
Roku 1850 se Pyšná stala obcí. Při sčítání lidu v letech 1869–1890 byla osadou Červeného Hrádku, později v letech 1900–1930 se opět osamostatnila, ale v letech 1950–1970 patřilak Boleboři. Dne 30. dubna 1976 se vesnice stala částí obce Vysoká Pec.
Při volbách do obecních zastupitelstev konaných 22. května 1938 v Pyšné žilo 85 voličů. Volby však neproběhly, protože kandidátní listinu podala pouze Sudetoněmecká strana, která se tak automaticky stala vítězem voleb.

## Doprava
Do Pyšné vede z Jirkova přes Drmaly jediná silnice třetí třídy č. 2528, která zde končí a dále pokračuje jako účelová komunikace do Lesné. Autobusová linková doprava do vesnice nezajíždí a její nejbližší zastávka se nachází v Drmalech asi tři kilometry daleko. Nejbližší železniční stanice a zastávky jsou Jirkov na trati Chomutov–Jirkov a Jirkov zastávka na trati Ústí nad Labem – Chomutov vzdálené šest až sedm kilometrů. Vesnicí vede zeleně značená turistická trasa z Jirkova do Lesné.

## Pamětihodnosti
Ve vesnici se dochovalo několik hrázděných selských domů a stojí zde malá novodobá kaple. Jihovýchodně od vesnice stála na zrušeném hřbitově kaple, ze které se dochovaly základy zdiva o půdorysu 4 × 4 m. Asi tři čtvrtě kilometru severozápadně od vesnice se na Zámeckém vrchu dochovaly převážně terénní pozůstatky středověkého hradu Nový Žeberk.

## Další fotografie

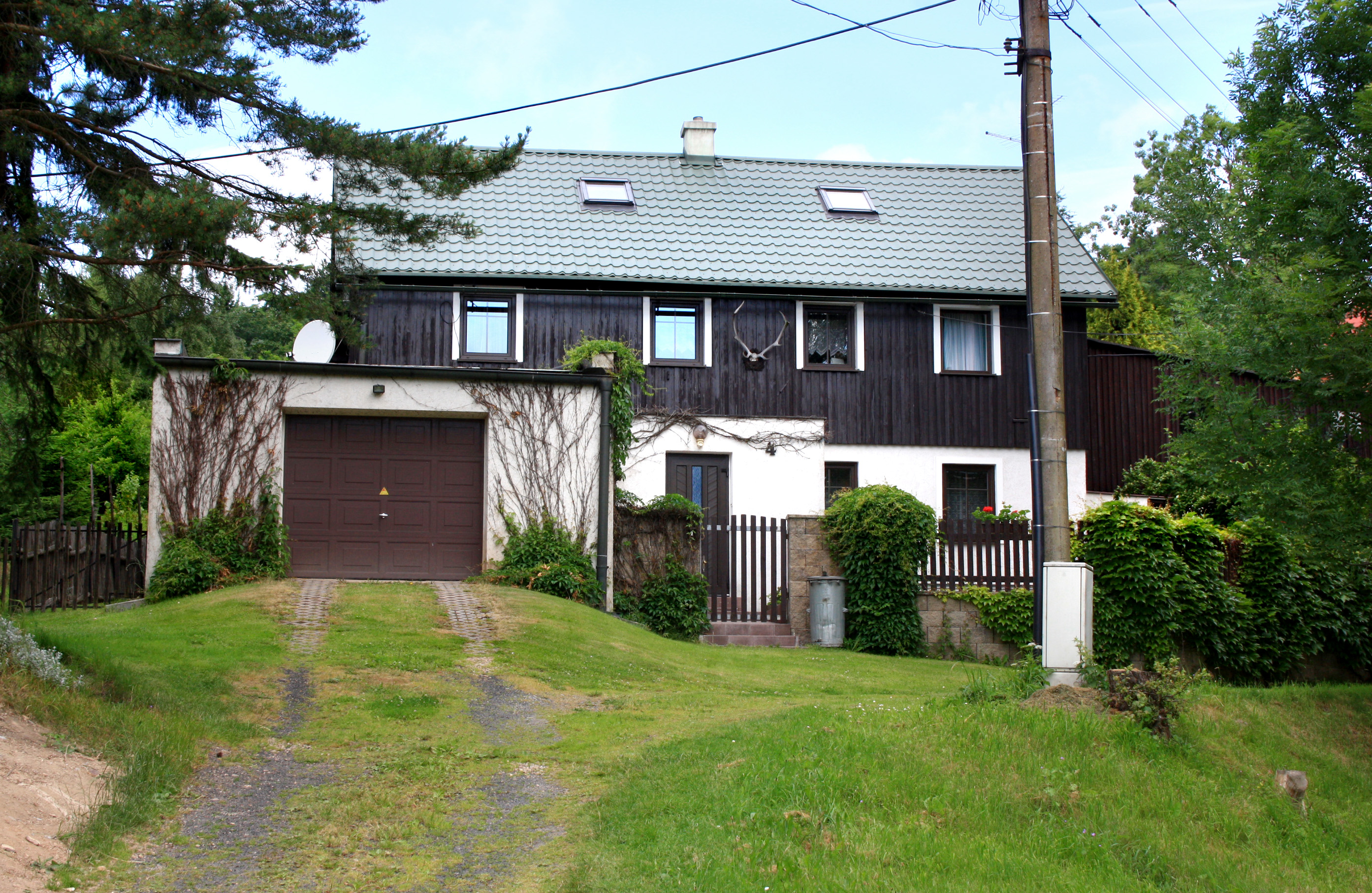
Hájovna
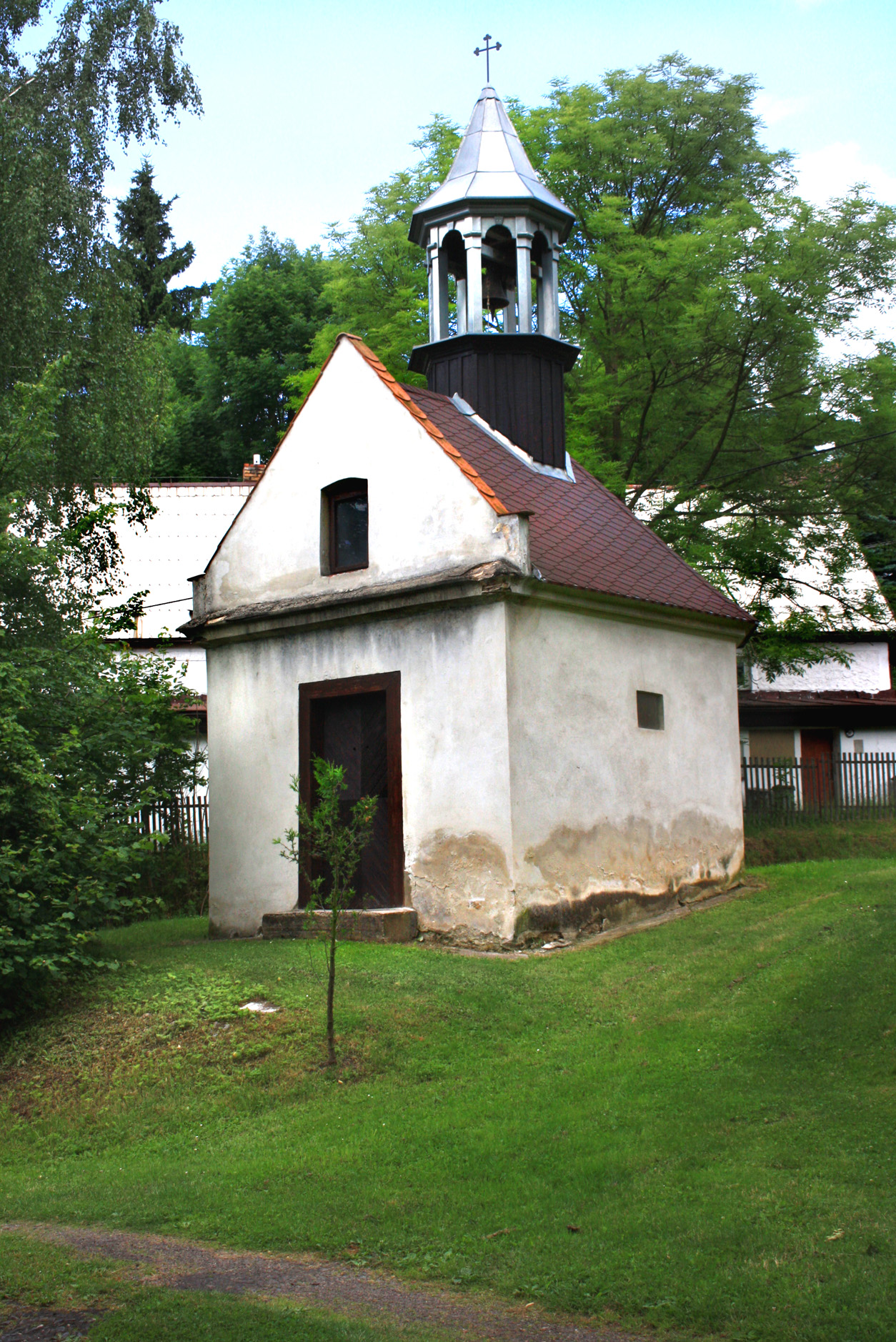
Kaplička
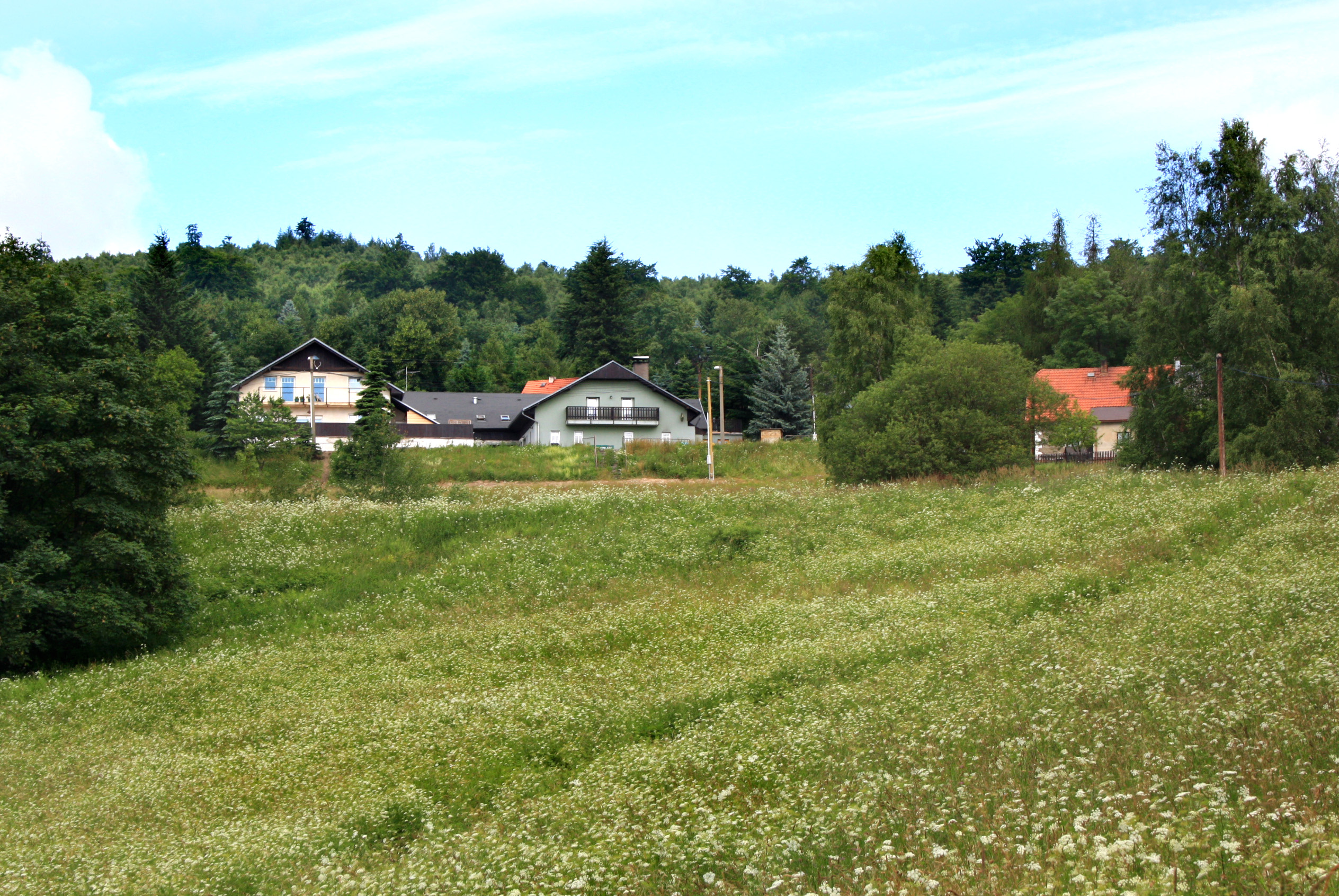
Vesnice od jihu